# Bürgermeisterei Altendorf

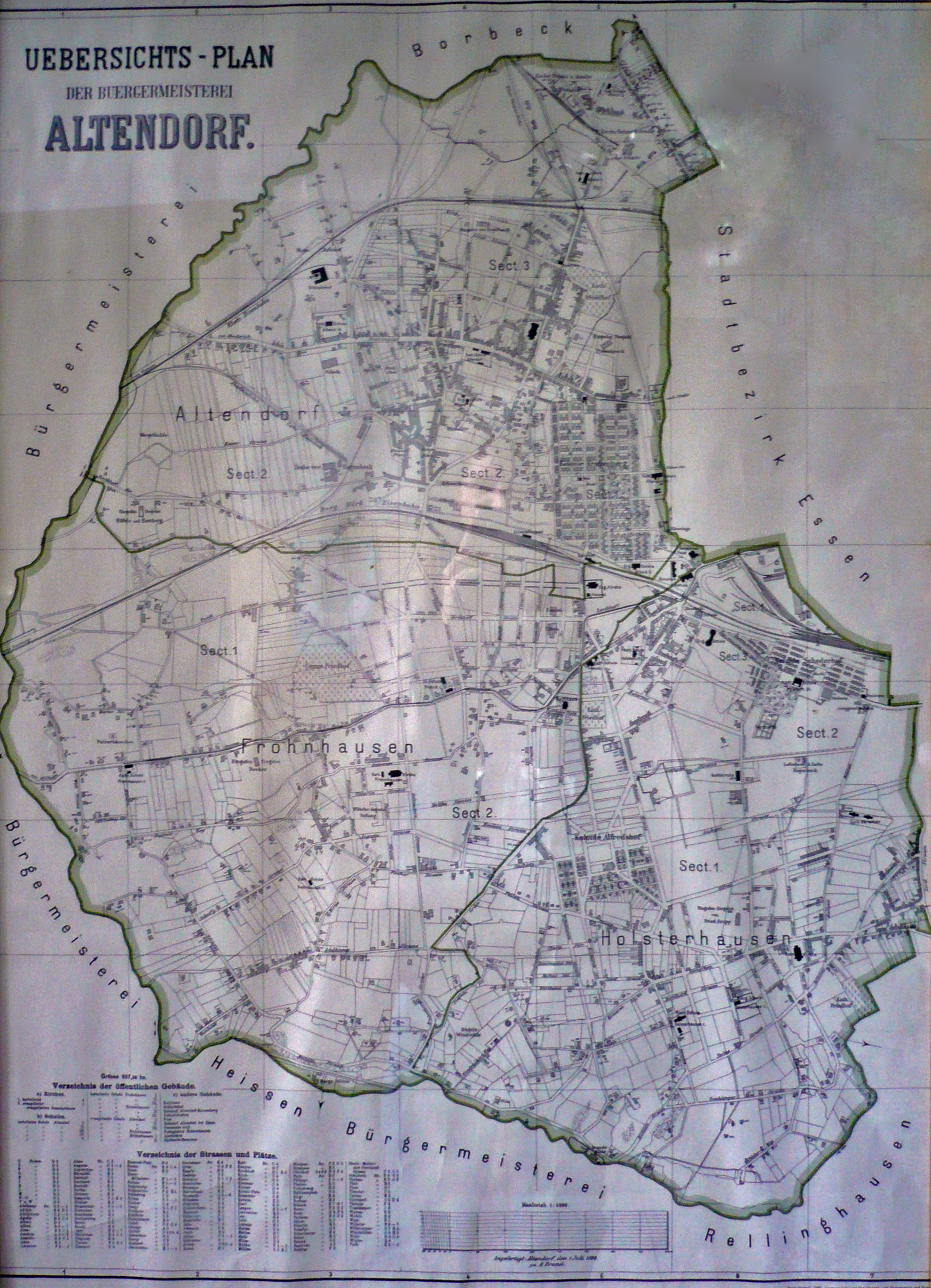
Karte der Bürgermeisterei 1898

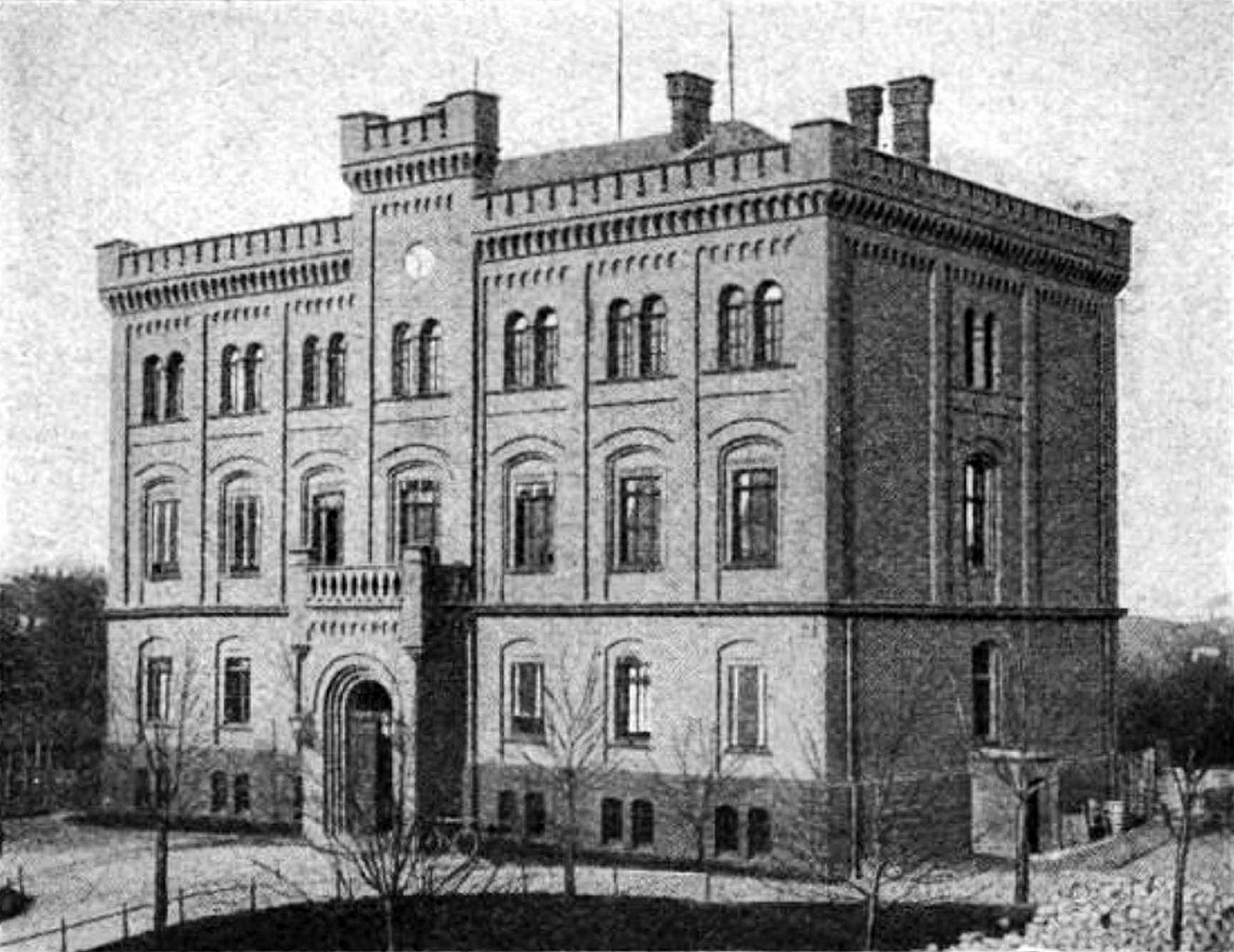
Rathaus der Bürgermeisterei Altendorf

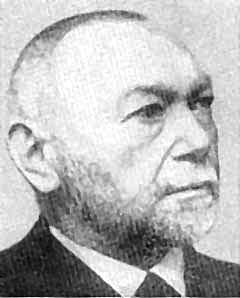
Einziger Bürgermeister: Wilhelm Kerckhoff

Die Bürgermeisterei Altendorf war im letzten Drittel des 19. Jahrhunderts eine von zehn Bürgermeistereien im Landkreis Essen im Regierungsbezirk Düsseldorf der preußischen Rheinprovinz.

## Geschichte
Eine erste urkundliche Erwähnung stammt aus dem Jahr 966, als Kaiser Otto I. den Hof Ehrenzell, den Kern des sogenannten Dreibauerschaftsquartiers, dem Konvent des Stiftes Essen schenkte. Dieses Dreibauerschaftsquartier bestand aus den Ortschaften Altendorf, Frohnhausen und Holsterhausen. 
Nach der Säkularisation 1803 und der Schaffung einer neuen Verwaltungsstruktur gehörte die Landgemeinde Altendorf (bestehend aus Altendorf, Frohnhausen  und Holsterhausen) seit 1816 zur Bürgermeisterei Borbeck. Am 1. Januar 1874 ist die Landgemeinde Altendorf aus der Bürgermeisterei Borbeck ausgegliedert worden und bildete nun die Bürgermeisterei Altendorf im Landkreis Essen. Die Stadt Essen selbst schied ein Jahr zuvor aus dem Landkreis Essen aus und bildete einen eigenen Stadtkreis. 
Für die Bürgermeisterei Altendorf galten nun die Kreisordnung für die Rheinprovinzen und Westphalen vom 13. Juli 1827 und das Gesetz betreffend die Gemeindeverfassung in der Rheinprovinz vom 15. Mai 1856. Am 1. April 1888 trat die Kreisordnung für die Rheinprovinz vom 30. Mai 1887 in Kraft.
Erster und einziger Bürgermeister der Bürgermeisterei Altendorf war bis zu seinem Tod Wilhelm Kerckhoff. Er trat sein Amt mit der Ausgliederung aus der Bürgermeisterei Borbeck am 1. Januar 1874 an, wurde einmal am 1. Januar 1886 und noch einmal am 1. Januar 1898 jeweils für weitere zwölf Jahre bestätigt. Jedoch verstarb Kerckhoff am 17. Juni 1900, so dass das Amt bis zur Eingemeindung zur Stadt Essen am 1. August 1901 noch kommissarisch durch Johannes Goerres weitergeführt wurde.
Nach der Auflösung der Bürgermeisterei Altendorf wurden ihre drei Teile Altendorf, Frohnhausen und Holsterhausen am 1. August 1901 als einzelne Stadtteile zur Stadt Essen eingemeindet. Der Kreistag erklärte sich bereits am 15. Februar 1901 mit der Eingemeindung einverstanden, die am 1. März von der Stadtverordneten-Versammlung genehmigt wurde. Folglich fand am 23. Juli die letzte Sitzung des Altendorfer Gemeinderates statt. Nach der vollzogenen Eingemeindung tagten am 8. Oktober 1901 erstmals Altendorfer und Essener gemeinsam im Essener Rathaus.

## Charakter
Zunächst war die Verwaltung in einem gepachteten Haus in der Margarethenstraße in Frohnhausen untergebracht. Das in den Jahren 1875 und 1876 erbaute Altendorfer Rathaus wurde am 1. Juli 1876 bezogen. Seine Baukosten beliefen sich einschließlich Grundstück auf 120.000 Mark. Im Zweiten Weltkrieg fiel das Rathaus, das sich auf einem vom Gastwirt Johann Potthoff abgekauften Grundstück befand, den Luftangriffen der Alliierten zum Opfer. Seit 1952 steht hier die Kirche St. Mariae Geburt.
Zur Zeit ihrer Gründung zählte die noch ländliche Bürgermeisterei Altendorf 20.468 Einwohner. Ihre Zahl stieg bis zur Eingemeindung zur Stadt Essen im August 1901 auf rund 66.000. Damit war Altendorf die größte preußische Landgemeinde. Der Grund war die enorme Einwanderung von Arbeitskräften für den Steinkohlenbergbau, beispielsweise in den Zechen Vereinigte Hagenbeck und Amalie, und insbesondere für die östlich angrenzende Krupp-Gussstahlfabrik, in der 1887 rund 20.000 Menschen beschäftigt waren. Immer mehr Landwirte verkauften ihre Ländereien als Bauland, da die Grundstückspreise gestiegen waren. Es wurden Arbeitersiedlungen mit entsprechender Infrastruktur errichtet. Dazu zählten die Bahnhöfe Altendorf an der Rheinischen Strecke aus dem Jahr 1874 und Altendorf-Cronenberg an der Bergisch-Märkischen Strecke, der nach 1880 eröffnet worden war. Ab 1893 fuhr die erste Straßenbahn von Essen durch Altendorf nach Borbeck und fünf Jahre später eine weitere von Essen nach Frohnhausen. Zudem wurden Schulen und Kirchen errichtet. Zu den Kirchen zählen die St.-Mariä-Himmelfahrt-Kirche in Altendorf, die St.-Antonius-Kirche in Frohnhausen und die St.-Mariä-Empfängnis-Kirche in Holsterhausen sowie die evangelische Lutherkirche.

### Räumliche Gliederung
Die Fläche der Bürgermeisterei belief sich auf insgesamt 957,36 Hektar, wobei auf Altendorf 320,73, auf Frohnhausen 335,81 und auf Holsterhausen 300,82 Hektar entfielen.
Jede der drei Gemeinden war in Sektionen aufgeteilt:
- Altendorf hatte drei Sektionen: Sektion 1 umfasste nur die südöstliche Arbeiterkolonie Kronenberg, Sektion 2 den restlichen Süden und Sektion 3 den Norden.
- In Frohnhausen entfiel die Sektion 1 etwa auf den Nordwesten und die Sektion 2 auf den Südosten.
- Das größte Gebiet der Gemeinde Holsterhausen fiel auf die Sektion 1 mit der Siedlung Alfredshof im südlichen Teil und den Eisenbahnanlagen mit Anschluss an die Krupp-Gussstahlfabrik im äußersten Norden von Holsterhausen. Die dazwischen gelegenen Sektionen 2 und 3 teilte sich die Arbeiterkolonie Schederhof.